# 강서룡
강서룡(姜瑞龍, 1917년 12월 30일 ~ 1981년 7월 11일)은 대한민국의 법조인 겸 관료이다.

## 생애
본관은 진주(晋州)이며 호(號)는 산남(山南)이다. 강원도 통천에서 태어났으며, 일본 메이지 대학 법학과를 졸업하였다. 1948년 부산지검 진주지청의 검사가 된 후 서울지검 부장검사 등을 지냈고, 이후 변호사가 되었다. 1963년 12월 17일부터 1968년 5월 21일까지는 제13대 국방부 차관을, 1968년부터 이듬해까지는 교통부 장관을 지냈다. 이후 국방대학교 전임강사를 잠시 역임하였다.
형법학 및 형사정책학 연구에도 전념하여, 『사법경찰수사개요(司法警察搜査槪要)』·『형법요의(刑法要義)』·『신형법요의(新刑法要義)』·『수사개요(搜査槪要)』·『신형사소송법요의(新刑事訴訟法要義)』·『수사실무(搜査實務)』 등 많은 책을 저술하였다.
1981년 7월 11일 간암 투병하다가 향년 65세를 일기로 죽었다.

## 학력
- 일본 메이지 대학교 법학과 학사(1940년)
- 대한민국 국방대학교 행정학사 1기(1956년)